# Tordylium grandiflorum
Tordylium grandiflorum är en flockblommig växtart som beskrevs av Conrad Moench. Tordylium grandiflorum ingår i släktet Tordylium och familjen flockblommiga växter. Inga underarter finns listade i Catalogue of Life.